# Elliott Ward Cheney
Elliott Ward Cheney Jr. (Gettysburg, Pensilvânia, 28 de junho de 1929 – 13 de julho de 2016) foi um matemático estadunidense, professor da Universidade do Texas em Austin. Foi um dos pioneiros nas áreas da teoria da aproximação e análise numérica. Seu livro de 1966, An Introduction to Approximation Theory, continua a ser impresso, sendo "highly respected and well known", "a small book almost encyclopedic in character", e "is a classic with few competitors".

## Vida e carreira
Foi o segundo dos dois filhos de E. W. Cheney, Sr. e Carleton (Pratt) Cheney.:1
Em 1951 obteve o grau de bacharel em matemática na Universidade Lehigh, onde seu pai era professor de física. Enquanto estudante de pós-graduação foi instrutor de matemática da Universidade do Kansas, onde obteve o Ph.D. em 1957.
Após o lançamento do Sputnik I pela União Soviética em 1957, os estados Unidos intensificaram seu foco sobre o programa aeroespacial. Cheney tornou-se um cientista pesquisador da Convair em San Diego, onde sua equipe matemática trabalhou sobre os cálculos do Foguete Atlas, que levaria John Glenn ao espaço.
Em 1964 Ward juntou-se à faculdade de matemática da Universidade do Texas em Austin, onde lecionou durante 41 anos, até aposentar-se aos 76 anos de idade.
Foi palestrante convidado do Congresso Internacional de Matemáticos em Vancouver (1974).
Em 2012 foi eleito fellow da American Mathematical Society.

## Livros
- An Introduction to Approximation Theory, Ed. 2, American Mathematical Society Chelsea, 1982. ISBN 978-0-8218-1374-4
- Approximation Theory in Tensor Product Spaces (with Will Light), Springer, 1985. ISBN 978-3-540-16057-1; 2006 reprint. [S.l.: s.n.; pbk, 158 pages
- Multivariate Approximation Theory: Selected Topics, SIAM, 1986. (CBMS-NSF Regional Conference Series in Applied Mathematics 51) ISBN 978-0-89871-207-0
- A Course in Approximation Theory (with Will Light), American Mathematical Society, 2000. ISBN 0-8218-4798-8, ISBN 978-0-8218-4798-5; 2009 reprint. [S.l.: s.n.; pbk, 359 pages
- Analysis for Applied Mathematics, Springer Science+Business Media, New York, 2001. ISBN 978-1-4757-3559-8 (eBook)
- Numerical Analysis: Mathematics of Scientific Computing, Ed. 3 (with David Kincaid), American Mathematical Society, 2002. ISBN 0-534-38905-8; 1st edition, 1992[8]